# Кимильтей (село)
Кимильте́й — село в Зиминском районе Иркутской области. Административный центр Кимильтейского муниципального образования.

## Происхождение названия
Существует легенда, согласно которой название села происходит от имён братьев-бурят Кима и Тея, которые пасли стада в этой местности. Согласно этой легенде проезжавшие мимо спрашивали: «Чья это земля? Кима иль Тея?» Однако, эта легенда не имеет ничего общего с действительностью. У бурят даже нет имён Ким и Тей. В бурятском языке нет буквы к как таковой, она встречается только в заимствованных словах. Имя, сходное по звучанию с именем Тей, существует, это имя Тэхэ (переводится как «козёл»), однако тэй в монгольских языках — это, как правило, суффикс, часто встречающийся в топонимах. Также существует сходное по звучанию слово туй, которое некоторые лингвисты переводят с бурятского как «приток».
Вероятнее всего, село названо по реке Кимильтей, на которой стоит. Название же реки может происходить от бурятского хэмэл — «искусственный». Можно предположить, что когда-то река спрямлялась или вовсе возникла в результате вскапывания земли в хозяйственных целях, что очень маловероятно. Возможно, когда-то в окрестностях села стояло какое-то древнее (искусственное) сооружение. Также данное название может иметь эвенкийское происхождение, например от хамалды — «шаманить» или тюркское (с корнем хем — «река»).

## География
Расположено в 27 км к северу от города Зима, при реках Подкаменка и Кимильтей (левый приток Оки), на федеральной автомагистрали Р255 «Сибирь».

## История
Местность, по данным исследования российских палеонтологов Елены Наймарк (ПИН РАН) и Александра Сизова (ГИН РАН), 495—488 миллионов лет назад находилось на экваторе и представляло собой небольшой водоем в приливной зоне.

## Население
| 2002 | 2010  | 2011  | 2012  |
| ---- | ----- | ----- | ----- |
| 203  | ↗1854 | ↘1853 | ↗1933 |

## Инфраструктура
Личное подсобное хозяйство с зоной сельскохозяйственного использования, индивидуальная застройка усадебного типа.
Кимильтейская средняя общеобразовательная школа, детский сад «Колосок».

## Достопримечательности
Палеонтологическое месторождение Кимильтей, открытое палеонтологом-любителем Александром Клепиковым.
Историко-краеведческий музей.

## Транспорт
Автобусное сообщение. 